# کریم‌آباد تهرانچی
کریم‌آباد تهرانچی، روستایی از توابع بخش قلعه نو شهرستان ری در استان تهران ایران است.
آدرس و نشانی محل مورد نظر:استان تهران، شهرستان ری، بخش قلعه نو ، روستای کریم آباد تهرانچی این روستا در دهستان قلعه نو قرار دارد و براساس سرشماری مرکز آمار ایران در سال ۱۳۸۵، جمعیت آن ۸۰۴ نفر (۱۷۹خانوار) بوده‌است.